# Loser Like Me

Loser Like Me est une des deux premières chansons originales de la série Glee (l'autre étant Get It Right). Elle a été coécrite entre-autres par Max Martin(Britney Spears, P!nk...). Elle est chantée par l'ensemble de la distribution de la série, mené par Lea Michele et Cory Monteith.
Loser Like Me ainsi que Get It Right furent diffusées pour la première fois à la radio américaine, le 25 février 2011, lors de l'émission On Air With Ryan Seacrest.
Les deux titres font partie de l'album Glee: The Music, Volume 5 sortie le 8 mars 2011.